# Église Saint-Christophe de Saint-Christophe-en-Champagne
L'église Saint-Christophe est une église située à Saint-Christophe-en-Champagne, dans le département français de la Sarthe. L'édifice a bénéficié entre 2010 et 2016 d'une restauration complète, intérieure et extérieure.

## Historique
La construction de l'église date du XIIe siècle. C'est une ancienne dépendance de l'abbaye bénédictine du Pré au Mans. L'église est classée au titre des monuments historiques depuis le 15 décembre 1997.